# Bill Monroe
Bill Monroe (Rosine, Kentucky, 13 september 1911 – Springfield (Tennessee), 9 september 1996) was een Amerikaans singer-songwriter. Hij ontwikkelde de muziekstijl bekend als bluegrass, die genoemd is naar zijn begeleidingsband the Blue Grass Boys, op hun beurt weer genoemd naar zijn geboortestaat Kentucky. Monroes actieve carrière omspande zestig jaar als zanger, instrumentalist, componist en bandleider.

## Biografie
Zijn muzikale loopbaan begon in de jaren dertig toen hij samen met zijn oudere broer Charlie begon op te treden als duo, the Monroe Brothers. Nadat de broers in 1939 uit elkaar waren gegaan formeerde Bill al snel de eerste editie van the Blue Grass Boys op en in datzelfde jaar werd hij een regelmatige gast in de Grand Ole Opry.
Als mandolinespeler bracht Monroe een virtuositeit in countrymuziek die daarvoor ongekend was. In 1945 nam hij Earl Scruggs aan die hetzelfde deed voor de banjo.
Deze groep, waarvan ook zanger/gitarist Lester Flatt deel uitmaakte, wordt beschouwd als de eerste echte bluegrassband.
Meer dan 150 muzikanten maakten over de jaren deel uit van the Blue Grass Boys. Velen hiervan werden later sterren op eigen kracht, waaronder: Mac Wiseman, Sonny Osborne, Jimmy Martin, Don Reno, en Carter Stanley.
Bill Monroe werd in 1971 opgenomen in de Country Music Hall of Fame en de Nashville Songwriters Hall of Fame, in 1989 in de IBMA Hall of Honor, in 1991 in de International Bluegrass Music Hall of Fame, in 1997 in de Rock and Roll Hall of Fame (voor zijn "early influence") en in 2002 in zowel America's Old Time Country Music Hall of Fame als de Kentucky Music Hall of Fame.
- Bibliothèque nationale de France: cb13897632s (data)
- Gemeinsame Normdatei: 119466791
- International Standard Name Identifier: 0000 0000 7365 4102
- Library of Congress Control Number: n82090832
- MusicBrainz: 2a2be593-6984-4640-8cf1-717ec7a6e18b
- Nationale Bibliotheek van Tsjechië: xx0028896
- Nationale Bibliotheek van Israël: 987007322688205171
- Nationale Bibliotheek van Polen: a0000003615012
- Nederlandse Thesaurus van Auteursnamen: 070794871
- LIBRIS: 171794
- SNAC: w6n58jht
- Virtual International Authority File: 39562704
- WorldCat: E39PBJB8v6Q4gHCQpJctVPbTpP